# Erythrina castillejiflora
Erythrina castillejiflora är en ärtväxtart som beskrevs av Krukoff och Rupert Charles Barneby. Erythrina castillejiflora ingår i släktet Erythrina och familjen ärtväxter. Inga underarter finns listade i Catalogue of Life.